# Чешка на Европском првенству у атлетици у дворани 2019.
Чешка је учествовала на 35. Европском првенству у дворани 2019 који се одржао у Глазгову, Шкотска, од 1. до 3. марта. Ово је било тринаесто европско првенство у дворани од 1994. године од када Чешка учествује самостално под овим именом. Репрезентацију Чешке представљало је 21 спортиста (12 мушкараца и 9 жена) који су се такмичили у 15 дисциплине (9 мушких и 6 женских).
На овом првенству Чешка је делила 23 место по броју освојених медаља са 1 бронзаном медаљом. У табели успешности према броју и пласману такмичара који су учествовали у финалним такмичењима (првих 8 такмичара) Чешка је са 5 учесника у финалу заузела 16 место са 19 бодова.
| Пл. | Земља | 1. место | 2. место | 3. место | 4. место | 5. место | 6. место | 7. место | 8. место | Бр. фин.-Бод. |
| --- | ----- | -------- | -------- | -------- | -------- | -------- | -------- | -------- | -------- | ------------- |
| 16. | Чешка | -        | -        | 1-6      | 1-5      | -        | 2-6      | 1-2      | -        | 5-19          |

## Учесници
| Мушкарци: - Здењек Стромшик — 60 м - Вит Милер — 400 м - Јан Тесар — 400 м - Филип Шнејдр — 800 м - Лукаш Ходбод — 800 м - Филип Сасинек — 1.500 м - Јан Фриш — 1.500 м - Мартин Хендл — Скок увис - Матеј Шцерба — Скок мотком - Радек Јушка — Скок удаљ - Томаш Стањек — Бацање кугле - Јиржи Сикора — Седмобој | Жене: - Клара Сејдлова — 60 м - Лада Вондрова — 400 м - Симона Врзалова — 1.500 м - Кристина Маки — 1.500 м - Диана Мезулианикова — 1.500 м - Михаела Груба — Скок увис - Романа Малачова — Скок мотком - Амалија Швабикова — Скок мотком - Елишка Клучинова — Петобој |  |

## Освајачи медаља (1)

### Бронза (1)
- Томаш Стањек — Бацање кугле

## Резултати

### Мушкарци
| Атлетичар       | Дисциплина   | Лични рекорд | Квалификације | Квалификације | Полуфинале            | Полуфинале            | Финале                | Финале       | Детаљи |
| Атлетичар       | Дисциплина   | Лични рекорд | Резултат      | Место         | Резултат              | Место                 | Резултат              | Место        | Детаљи |
| --------------- | ------------ | ------------ | ------------- | ------------- | --------------------- | --------------------- | --------------------- | ------------ | ------ |
| Здењек Стромшик | 60 м         | 6,60         | 6,77 КВ       | 3. у гр. 3    | 6,78                  | 7. у гр. 1            | Није се квалификовао  | 19 / 44 (45) |        |
| Вит Милер       | 400 м        | 46,63        | 47,69         | 5. у гр. 2    | Нису се квалификовали | Нису се квалификовали | Нису се квалификовали | 15 / 21 (22) |        |
| Јан Тесар       | 400 м        | 46,21        | 1:26,29       | 5. у гр. 3    | Нису се квалификовали | Нису се квалификовали | Нису се квалификовали | 21 / 21 (22) |        |
| Филип Шнејдр    | 800 м        | 1:46,99      | 1:48,71 КВ    | 2. у гр. 4    | 1:49,81               | 4. у гр. 2            | Није се квалификовао  | 10 / 24      |        |
| Лукаш Ходбод    | 800 м        | 1:48,35      | 1:49,31       | 5. у гр. 1    | Није се квалификовао  | Није се квалификовао  | Није се квалификовао  | 17 / 33 (34) |        |
| Филип Сасинек   | 1.500 м      | 3:39,98      | 3:42,84 КВ    | 2. у гр. 2    |                       |                       | 3:45,89               | 4 / 25 (28)  |        |
| Јан Фриш        | 1.500 м      | 3:41,96      | 3:49,59       | 6. у гр. 3    | Нису се квалификовали | 19 / 25 (28)          |                       |              |        |
| Мартин Хендл    | Скок увис    | 2,26         | 2,16          | 9. у гр. А    | Нису се квалификовали | 15 / 19               |                       |              |        |
| Матеј Шцерба    | Скок мотком  | 5,55         | 5,35          | 13.           | Нису се квалификовали | 13 / 14               |                       |              |        |
| Радек Јушка     | Скок удаљ    | 8,10         | 7,77 кв       | 5.            | 7,79                  | 7 / 9 (13)            |                       |              |        |
| Томаш Стањек    | Бацање кугле | 22,17 НР     | 20,90 КВ      | 4.            | 21,25 ЛРС             |                       |                       |              |        |

#### Седмобој
| Дисциплина   | Јиржи Сикора | Јиржи Сикора | Јиржи Сикора | Јиржи Сикора | Јиржи Сикора | Јиржи Сикора |
| Дисциплина   | Лич. рек.    | Рез.         | Бод.         | Плас.        | Укупно       | Плас.        |
| ------------ | ------------ | ------------ | ------------ | ------------ | ------------ | ------------ |
| 60 м         | 6,99         | 7,08         | 854          | 7.           | 854          | 7.           |
| Скок удаљ    | 7,66         | 7,36         | 900          | 10.          | 1.754        | 9.           |
| Бацање кугле | 15,06        | 15,09 ЛР     | 795          | 5.           | 2.549        | 7.           |
| Скок увис    | 2,05         | 1,92         | 731          | 10.          | 3.280        | 10.          |
| 60 препоне   | 7,95         | 8,02         | 977          | 3.           | 4.257        | 7.           |
| Скок мотком  | 4,90         | БП           | 0            |              | 4.257        | 10.          |
| 1.000 м      | 2:47,48      | 2:50,58      | 759          | 9.           | 5.016        | 10.          |
| Укупно       | 6.006        | -            | -            | -            | 5.016        | 10 / 10 (12) |

### Жене
| Атлетичарка         | Дисциплина  | Лични рекорд | Квалификације | Квалификације | Полуфинале            | Полуфинале            | Финале                | Финале       | Детаљи |
| Атлетичарка         | Дисциплина  | Лични рекорд | Резултат      | Место         | Резултат              | Место                 | Резултат              | Место        | Детаљи |
| ------------------- | ----------- | ------------ | ------------- | ------------- | --------------------- | --------------------- | --------------------- | ------------ | ------ |
| Клара Сејдлова      | 60 м        | 7,23 НР      | 7,39 кв       | 3. у гр. 5    | 7,41 (.406)           | 6. у гр. 1            | Није се квалификовала | 21 / 42 (43) |        |
| Лада Вондрова       | 400 м       | 52,67        | 53,29         | 3. у гр. 6    | Није се квалификовала | Није се квалификовала | Није се квалификовала | 18 / 37      |        |
| Симона Врзалова     | 1.500 м     | 4:05,73      | 4:08,06 КВ    | 2. у гр. 2    |                       |                       | 4:12,16               | 6 / 22 (24)  |        |
| Кристина Маки       | 1.500 м     | 4:11,28      | 4:17,19       | 6. у гр. 1    | Нису се квалификовале | 14 / 22 (24)          |                       |              |        |
| Диана Мезулианикова | 1.500 м     | 4:11,53      | 4:18,89       | 4. у гр. 3    | Нису се квалификовале | 18 / 22 (24)          |                       |              |        |
| Михаела Груба       | Скок увис   | 1,95         | 1,89 кв       | 6. у гр. Б    | 1,97 ЛРС              | 6 / 26                |                       |              |        |
| Романа Малачова     | Скок мотком | 4,62         | 4,50          | 13.           | Нису се квалификовале | 13 / 18 (19)          |                       |              |        |
| Амалија Швабикова   | Скок мотком | 4,40         | 4,40 =ЛР      | 16.           | Нису се квалификовале | 16 / 18 (19)          |                       |              |        |

#### Петобој
| Дисциплина   | Елишка Клучинова | Елишка Клучинова | Елишка Клучинова | Елишка Клучинова | Елишка Клучинова | Елишка Клучинова |
| Дисциплина   | Лич. рек.        | Резултат         | Бод.             | Плас.            | Укупно           | Плас.            |
| ------------ | ---------------- | ---------------- | ---------------- | ---------------- | ---------------- | ---------------- |
| 60 м препоне | 8,51             | 8,74             | 965              | 11.              | 965              | 11.              |
| Скок увис    | 1,88             | 1,72             | 879              | 12.              | 1.844            | 12.              |
| Бацање кугле | 15,07            | 14,73            | 843              | 2.               | 2.687            | 10.              |
| Скок удаљ    | 6,27             | 5,94             | 831              | 10.              | 3.518            | 11.              |
| 800 м        | 2:17,26          | НЗ               | 0                |                  | 3.518            | 10.              |
| Петобој      | 4.687 НР         |                  |                  |                  | 3.518            | 10 / 10 (12)     |